# 上新海象属
上新海象属（学名：Pliopedia）是海象科下的一个属。

## 下属物种
本属包括以下物种：
- 太平洋上新海象 Pliopedia pacifica Kellogg, 1921